# Cuevas de Paisley

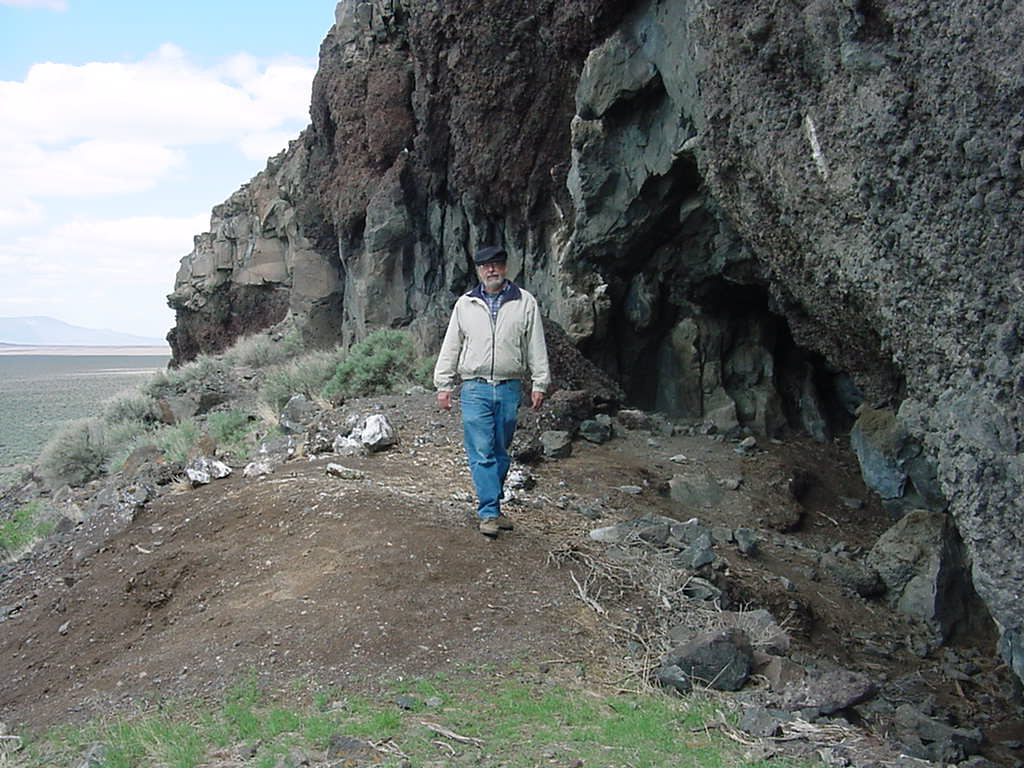
Cueva n.º 5

Las cuevas de Paisley (Paisley Caves) forman un complejo de ocho cuevas en una región árida y desolada de Oregón sur-central, en Estados Unidos, cerca de la ciudad de Paisley. Al menos una de las cuevas contiene evidencia del que podría ser uno de los más antiguos asentamientos humanos en Norteamérica. El sitio fue estudiado por primera vez por arqueólogos en 1930. Excavaciones de los científicos a partir de 2002 han hecho descubrimientos sustancialmente nuevos.

## Hallazgos recientes
Un trabajo de campo de la Universidad de Oregón ha sido realizado en el sitio desde 2002 y ha posibilitado analizar artefactos pre-Clovis. En el verano de 2007, los investigadores identificaron el ADN mitocondrial humano más antiguo y descubierto hasta ahora en el continente americano. Este fue extraído de varias muestras de coprolitos encontrados en el complejo de Paisley Caves, entre Lakeview y Bend (Oregon), en el lado oriental de la cordillera de las Cascadas. Se ha discutido acerca de la pertinencia de las pruebas obtenidas a partir de ADN antiguo y sobre la estratigrafía, por una parte, y sobre la asignación morfológicas de los coprolitos a seres humanos, por otra.
Los fósiles fueron encontrados en Paisley Five Mile Point Cave en el mismo nivel que un pequeño abrigo de rocas agrupadas a unos 2 m por debajo de la superficie actual. En ese nivel también fue descubierto un gran número de huesos de aves acuáticas, peces y mamíferos grandes, que incluyen camellos extintos y caballos americanos. La datación por radiocarbono sitúa estos coprolitos entre 12.750 y 14.290 años antes del presente, lo que representaría una ocupación anterior a la cultura Clovis. La prueba de ADN mitocondrial indicó que las heces de pertenecían a los haplogrupos humanos A2 y B2, comunes en  Siberia y el oriente de Asia.
Las evidencias en otros sitios arqueológicos, así como los trabajos desde 1930 en Paisley Caves habían mostrado indicios en la misma dirección, pero las técnicas cuestionables de excavación nublaron el asunto. A sabiendas de elo, el equipo trabajó con cuidado para evitar errores del pasado. La teoría de que inmigrantes pre-Clovis viajaron a América del Norte por la costa del Pacífico, sugiere que los viajeros pasaron por el interior de lo que hoy en día es Oregón. Las Cuevas Paisley, río arriba desde el océano Pacífico a lo largo del río Klamath, son por lo tanto un lugar ideal para buscar la evidencia de esas personas. Los fósiles proporcionan evidencia de los grupos que debieron vivier allí. Además del ADN humano se encontró ADN de coyote, zorro y perro o lobo.
Las cuevas están en la cuenca del lago Summer a 1380 m de altitud y hacia el oeste de una cordillera del Mioceno y Plioceno de basaltos mezclado con suaves tobas volcánicas y las brechas de las cuevas que fueron talladas por las olas Pleistoceno a partir del lago Summer. Las cuevas están situadas al norte de la ciudad de Paisley (Oregón).